# Via della Conciliazione

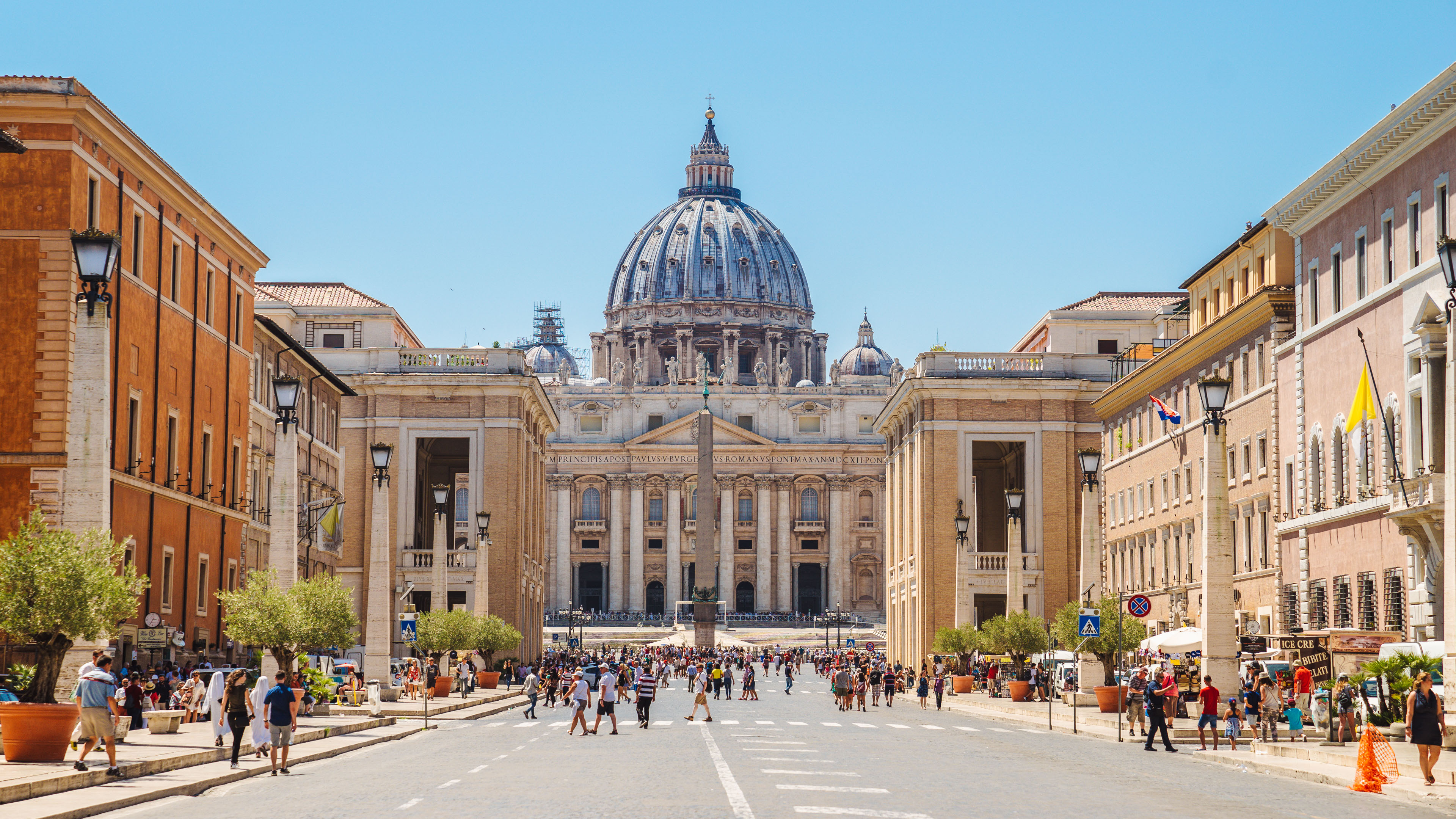
O vedere de la nivelul solului: axa străzii are ca punct de reper obeliscul din fața Bazilicii San Pietro, nu cupola bazilicii, aceasta fiind decizia arhitectului fascist en.

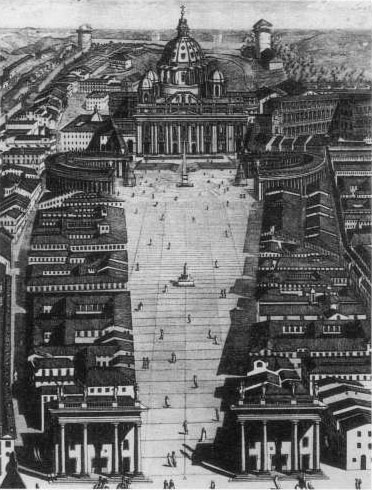
Curtea din fața Bazilicii Sfântul Petru la sfârșitul secolului al XVIII-lea

Via della Conciliazione (Calea Împăcării) este un bulevard lung de 500 m, care face legătura între Piața San Pietro și Castelul Sant'Angelo de pe malul vestic al râului Tibru, din Roma. Această stradă a fost construită între 1936 și 1950, ca principală cale de acces spre Piața San Pietro. În afară de magazine, ea este mărginită de mai multe clădiri istorice și religioase – printre care Palazzo Torlonia, Palazzo dei Penitenzieri și Palazzo dei Convertendi, precum și bisericile Santa Maria in Traspontina și Santo Spirito in Sassia.
În ciuda faptului că una dintre puținele artere majore din Roma capabile să facă față unui volum mare de trafic fără a se aglomera, ea este obiectul unei mari nemulțumiri atât în cadrul comunității romane, cât și printre istorici din cauza circumstanțelor în care a fost construită. Zona din jurul bisericii a fost reconstruită de mai multe ori ca urmare a diferitelor prădări ale Romei și apoi iarăși după ce s-a deteriorat din cauza pierderii prosperității în urma exilului de la Avignon în cursul secolului al XIV-lea. Ca urmare a tuturor acestor reconstrucții, zona din fața micii curți a Bazilicii Sfântul Petru rămăsese un labirint de structuri înghesuite și de alei înguste.